# 출발! 드림팀 (시즌 1)
《출발! 드림팀》는 대한민국의 KBS 2TV에서 방송된 〈슈퍼TV 일요일은 즐거워〉 인기 코너이다.

## 기획 의도
대한민국의 최초 본격 불멸의 스포츠 버라이어티를 표방한 예능 프로그램이다.

## 슬로건(엔딩 포함)
- 승리를 위해 최선을 다하고 결과에 승복할 줄 아는 사회를 만들기 위해 출발! 드림~팀! (1999년 1월 17일 ~ 2002년 후반부)
- 더 밝고 명랑한 사회를 만들기 위해 (2002년 후반부 ~ 2003년 6월 8일)

## 진행자
- 이창명

## 에피소드 목록

### 1999년
| 회차              | 방송일    | 종목                   | 출연진(드림팀)                                 | 상대팀 | 최종 결과                    | 비고 |
| ----------------- | --------- | ---------------------- | ---------------------------------------------- | --- | ---------------------------- | ---- |
| 1회               | 1월 17일  | 뜀틀 높이뛰기          | 김정민, 김원준, 조성모, 박남현, 고영욱         | 성산 중학교팀: 임미정, 김선영, 신보라, 홍지혜, 최민영                                                                          | 무승부                       |      |
|                   | 2월 7일   | 환상의 하이 점프       | 정흥채, 홍석천, 조성모, 강성민, 이동건         | 덕성여중팀: 김봄미, 배정은, 김영예, 정윤미, 김혜진                                                                             | 드림팀 승리                  |      |
|                   | 2월 14일  | 설날맞이 민속씨름      | 조성모, 박남현, 최창민, 이동건, 강성민         | 세민여자정보고 씨름부팀: 정유경, 장숙현, 임혜미, 박아람, ???                                                                   | 세민여자정보고 씨름부팀 승리 |      |
|                   | 2월 21일  | 100m 허들              | 조성모, 박남현, 홍석천, 이동건, 강성민         | 서울체고 육상부팀: 김현난, 홍영진, 김유경, 박승희, 허순복                                                                      | 서울체고 육상부팀 승리       |      |
|                   | 2월 28일  | 뜀틀 높이뛰기          | 조성모, 박남현, 홍석천, 이동건, 강성민         | 미8군 34지원단 여군팀: 내키샤 몰트리(상병), 안젤라 로워리(병장), 미셸 블레스트(상병), 커티샤 기아오(병장), 안젤라 브레이(하사) | 드림팀 승리                  |      |
|                   | 3월 7일   | 공포의 슬램덩크        | 박남현, 박형준, 구본승, 조성모, 이동건         | 마산여중 농구부팀: ???, ??? | 마산여중 농구부팀 승리       |      |
|                   | 3월 14일  | 서바이벌 멀리뛰기      | 박남현, 홍석천, 강성민, 박준형, 김진           | 정보산업고 육상부팀: 이효숙, 한성실, 김혜숙, 강주심, 이은진                                                                    | 부명정보산업고 육상부팀 승리 |      |
|                   | 3월 21일  | 50m 핀수영             | 박남현, 홍석천, 정흥채, 이상인, 신동욱         | 노원중 수영부팀: 정유정, 이승주, 김소현, 이지영, 배일주                                                                        | 노원중 수영부팀 승리         |      |
|                   | 4월 11일  | 서바이벌 멀리뛰기      | 남희석, 구본승, 홍석천, 이상인, 클론           | 한체대 국가대표팀: 양명진, 모수진, 윤명자, 김현미, 김경지                                                                      | 드림팀 승리                  |      |
|                   | 4월 18일  | 서바이벌 용상 역도     | 정흥채, 구준엽, 박준형, 홍석천, 이상인         | 성남정보고 역도부팀: 김미경, 안영주, 유재숙, 김신영, 김은정                                                                    | 성남정보고 역도부팀 승리     |      |
|                   | 4월 25일  | 서바이벌 멀리뛰기      | 박남현, 홍석천, 이상인, 클론, 차태현           | 멀리뛰기 올스타팀: 강현진, 김수연, 김승연, 조은정, 김은영                                                                      | 드림팀 승리                  |      |
|                   | 5월 16일  | 스프링보드 높이뛰기    | 이상인, 조성모, 홍석천, 박남현, 구본승         | 칼스테이트 LA 대학 여자배구팀: 미엣샤 카퍼, 릴리 초우, 제이미 그리핀, 캐시 정월스, 캐린 세일, 린다 소스두                      | 드림팀 승리                  |      |
|                   | 5월 30일  | 뜀틀 높이뛰기          | 이상인, 조성모, 홍석천, 박남현, 구본승         | 칼스테이트 LA 대학팀: 피터 최, 타미 리, 제임스 올리베로스, 에드워드 곤잘레스, 에드가 솔로자노                                  | 드림팀 승리                  |      |
|                   | 6월 20일  | 500m 경보 릴레이       | 이영자, 김희선, 이소라, 최진실, 엄정화         | 제주관광대학 팀: 이혜란, 김보경, 오진아, 백혜경, 전영미                                                                        | ―                            |      |
|                   | 6월 27일  | 스프링보드 높이뛰기    | 이영자, 김희선, 이소라, 최진실, 엄정화         | 제주관광대학 팀: 이혜란, 김보경, 오진아, 백혜경, 전영미                                                                        | ―                            |      |
| 서바이벌 깃발잡기 | 6월 27일  | 제주관광대학팀 승리    | 이영자, 김희선, 이소라, 최진실, 엄정화         | 제주관광대학 팀: 이혜란, 김보경, 오진아, 백혜경, 전영미                                                                        |                              |      |
|                   | 8월 1일   | 서바이벌 멀리뛰기      | 변우민, 박형준, 이상인, 유재석, 홍경인, 조성모 | 뉴질랜드 마오리 전사팀: 랑이호우, 타우하라, 타후리오랑아, 테모니, 위키타리, 타마키                                             | 뉴질랜드 마오리 전사팀 승리  |      |
|                   | 8월 29일  | 복합 장애물 경기       | 심지호, 변우민, 유재석, 신정환, 탁재훈, 이상인 | 배달팀: 서강원, 선주동, 이동수, 장동운, 김성기, 서상영                                                                         | 드림팀 승리                  |      |
|                   | 10월 10일 |                        | 조성모, 류시원, 변우민, 이상민, 태사자, 김승현 | 호주 태권도 국가대표팀:???, ???, ???                                                                                           |                              |      |
|                   | 10월 24일 | 서바이벌 멀리뛰기      | 변우민, 탁재훈, 신정환, 유재석, 이상인, 조성모 | 포토스테판 해양구조 소년단팀: 폴 바세트, 셰인 그리피스, 트레버 그리피스, 루크 윌러, 리소 힌치클리프, 네이선 그레이스톤         | 드림팀 승리                  |      |
|                   | 11월 21일 | 스프링보드 높이뛰기    | 김장훈, 변우민, 조성모, 김승현, Y2K            | 여자 높이뛰기 올스타팀: 김경미, 김미옥, 김미라, 김효숙, 손양미, 정미정                                                         | 드림팀 승리                  |      |
|                   | 11월 28일 | 서바이벌 영광의 탈출   | 최수종, 김민종, 이상인, 이종원, 류시원         | 두산 베어스팀: 강병규, 정수근, 홍성흔, 진필중, 심정수                                                                          | 두산 베어스팀 승리           |      |
|                   | 12월 12일 | 서바이벌 허틀 깃발잡기 | 김장훈, 이상인, 류시원, 김승현, 클론           | 한국 여자허들 올스타팀: 이연경, 문지연, 공정원, 김승옥, 심미라                                                                 | 한국 여자허틀 올스타팀 승리  |      |
|                   | 12월 19일 | 서바이벌 영광의 탈출   | 이상인, 김장훈, 안재욱, 안정훈, Y2K            | 올림픽 올스타팀: 여홍철(체조), 김택수(탁구), 김태규(복싱), 장용호(양궁), 조호성(사이클), 안재창(배드민턴)                      | 올림픽 올스타팀 승리         |      |

### 2000년
| 회차 | 방송일    | 종목                        | 출연진(드림팀)                                              | 상대팀 | 최종 결과                  | 비고              |
| ---- | --------- | --------------------------- | ----------------------------------------------------------- | --- | -------------------------- | ----------------- |
|      | 1월 2일   | 서바이벌 샌드백 점프        | 김건모, 유승준, 임창정, 이상인, 안재욱                      | 올스타팀: 한기범(농구), 장재근(육상), 김윤만(빙상), 유남규(탁구), 전병관(역도)                                                 | 드림팀 승리                |                   |
|      | 1월 9일   | 서바이벌 깃발잡기           | 변우민, 이상인, 한재석, 홍경인, 유승준                      | 미8군 34지원단 대표팀: 마티네즈, 마틴, 스태든, 허친슨, 허낸데즈                                                                | 미8군 34지원단 대표팀 승리 |                   |
|      | 1월 16일  | 유도 한판 대결              | 김대희, 심현섭, 김영철, 김준호, 백재현                      | 제주 남녕고 유도부팀: 정다영, 양미영, 김선희, 전미순, 양지연                                                                   | 제주 남녕교 유도부팀 승리  |                   |
|      | 1월 23일  | 스노보드 깃발잡기           | 김건모, 이종원, 박형준, 임창정, 차태현                      | 스노보드 강사팀: 김성배, 최연식, 폴, 제시, ???(경기 미참여)                                                                    | 스노보드 강사팀 승리       |                   |
|      | 1월 30일  | 서바이벌 샌드백 점프        | 최수종, 클론, 이상인, 임창정, 유승준                        | 두산 베어스팀: 강병규, 이경필, 심정수, 정수근, 박명환                                                                          | 드림팀 승리                |                   |
|      | 2월 6일   | 뜀틀 높이뛰기               | 최수종, 클론, 이상인, 임창정, 유승준                        | 두산 베어스팀: 강병규, 이경필, 심정수, 정수근, 박명환                                                                          | 드림팀 승리                |                   |
|      | 2월 13일  | 민속썰매 깃발잡기           | 김장훈, 이상인, 김종국, 홍경인, 유승준                      | 빙상 올스타팀: 이영하, 배기태, 김윤만, 김기훈, 모지수                                                                          | 빙상 올스타팀 승리         |                   |
|      | 3월 12일  | 민속씨름대결                | 김장훈, 이상인, 임창정, 김종국, 김종석                      | 여자 씨름 올스타팀: 변진록, 차혜영, 김지수, 이순옥, 권선희                                                                     | 드림팀 승리                |                   |
|      | 3월 19일  | 뜀틀 높이뛰기               | 김장훈, 강호동, 이상인, 김종국, 고수, 김승현                | 배구 올스타팀: 신진식, 후인정, 이인구, 이경수, 김세진, 최태웅                                                                  | 베구 올스타팀 승리         |                   |
|      | 4월 2일   | 서바이벌 격파 달리기        | 장호일, 최진영, 이상인, 임창정, 고수                        | 고려대학교 야구팀: 김대원, 이택근, 최경훈, 서창호, 박용택                                                                      | 고려대학교 야구팀 승리     |                   |
|      | 4월 9일   | 서바이벌 트레인 점프        | 김진, 임창정, 김종국, 고수, 김승현                          | 스포츠 올스타팀: 한기범(농구), 유남규(탁구), 김윤만(빙상), 이진일(육상), 전기영(유도)                                          | 드림팀 승리                |                   |
|      | 4월 16일  | 서바이벌 영광의 탈출        | 김성령, 김선아, 김정은, 김현주, 이나영, 김효진              | 스포츠 올스타팀: 박찬숙(농구), 임춘애(육상), 현정화(탁구), 길영아(배드민턴), 김미정(유도), 원혜경(쇼트트랙)                    | 스포츠 올스타팀 승리       | 제3대 여자 드림팀 |
|      | 4월 23일  | 잔디썰매 깃발잡기           | 김성령, 김선아, 김정은, 김현주, 이나영, 김효진              | 스포츠 올스타팀: 박찬숙(농구), 임춘애(육상), 현정화(탁구), 길영아(배드민턴), 김미정(유도), 원혜경(쇼트트랙)                    | 드림팀 승리                | 제3대 여자 드림팀 |
|      | 4월 30일  | 업그레이드 복합 장애물 경기 | 이상민, 김민종, 임창정, 고수, 이지훈                        | 농구 올스타팀: 강동희, 우지원, 현주엽, 김성철, 하니발                                                                          | 드림팀 승리                |                   |
|      | 5월 7일   | 샌드백 점프                 | 장호일, 김민종, 임창정, 김종국, 고수                        | 공군 파일럿팀: 유대호, 이원희, 신성욱, 성재용, 유창상                                                                          | 공군 파일럿팀 승리         |                   |
|      | 5월 14일  | 슬라이딩 도어즈             | 이상인, 임창정, 김종국, 고수, 이지훈                        | 체육교사 올스타팀: 최용, 김현용, 김영철, 김창주, 김시현                                                                        | 체육교사 올스타팀 승리     |                   |
|      | 5월 21일  | 서바이벌 인디아나존스       | 이상인, 주영훈, 이현도, 고수, 클론                          | 서울대학교 미식축구팀: 한봉진, 안주열, 김백규, 이상목, 허진                                                                    | 드림팀 승리                |                   |
|      | 5월 28일  | 고공 하이점프               | 홍서범, 이상인, 임창정, 고수, 이동건                        | 용인대학교 유도팀: 이재용, 안동진, 이경률, 민성호, 이원희                                                                      | 드림팀 승리                |                   |
|      | 6월 4일   | 긴급탈출 도망자3            | 홍서범, 정흥채, 이상인, 김종국, 고수, 이지훈                | 여자 인천체고팀: 강혜민, 박경진, 김수연, 최문경, 강현진, 문일미                                                                | 드림팀 승리                |                   |
|      | 6월 11일  | 뜀틀 높이뛰기               | 변우민, 이상인, 김진, 고수, 쿨                              | 국가대표 체조팀: 여홍철, 이주형, 정진수, 류원길, 조성민                                                                        | 국가대표 체조팀 승리       |                   |
|      | 6월 18일  | 고공 장대 멀리뛰기          | 홍서범, 강원래, 이상인, 임창정, 고수                        | 연세대학교 야구팀: 조용준, 채상병, 안치용, 신명철, 심진섭                                                                      | 연세대학교 야구팀 승리     |                   |
|      | 7월 30일  | 스파이더맨 점프             | 정흥채, 이상인, 이민우, 안재모, 김승현                      | 프로야구 올스타팀: 이병규(LG 트윈스), 이승엽(삼성 라이온즈), 박재홍(현대 유니콘스), 정수근(두산 베어스), 우즈(두산 베어스)     | 무승부                     |                   |
|      | 8월 6일   | 슬라이딩 머드점프           | 박상민, 강호동, 유재석, 서동균, 이지훈, 김승현              | 비치발리볼팀: 애니, 린, 레베카, 나타샤, 김연, 이미순                                                                           | 드림팀 승리                |                   |
|      | 8월 13일  | 하이다이빙 점프             | 허준호, 박남현, 고수, 이상인, 구본승                        | 여자 체조 올스타팀: 김아연, 박미진, 허소영, 김은혜, 김민정                                                                     | 드림팀 승리                |                   |
|      | 8월 20일  | 서바이벌 인디아나존스       | 이상인, 김원준, 박형준, 김진, 고수                          | 해병대 1사단팀: 정주현(중위), 이중호(병장), 오승태(병장), 박경민(상병), 박종길(이병)                                           | 드림팀 승리                |                   |
|      | 8월 27일  | 슬라이딩 도어즈             | 이혜영, 김현정, 백지영, 채리나, 이정현                      | 해사여생도팀: 이숙연, 홍유리, 최은희, 김혜진, 김근향                                                                           | 드림팀 승리                | 제4대 여자드림팀  |
|      | 9월 3일   | 업그레이드 복합 장애물경기  | 이창훈, 이상인, 박남현, 이홍렬, 구본승                      | 스포츠 올스타팀: 허재(농구), 문경은(농구), 장재근(육상), 김기훈(쇼트트랙), 전기영(유도)                                        | 드림팀 승리                |                   |
|      | 9월 10일  | 마법의 성                   | 이상인, 박남현, 고수, 신화(전진), 김진                      | 수원 삼성 블루윙즈팀: 서정원(경기 미참여), 김대환, 신홍기, 조재진, 데니스, 고종수                                              | 드림팀 승리                |                   |
|      | 9월 24일  | 고공하이점프                | 이창훈, 이상인, 조성모, 조장혁, 고수                        | 한양대 체조팀: 손혁, 이선성, 이경기, 황용재, 이창호                                                                            | 한양대 체조팀 승리         |                   |
|      | 10월 1일  | 업그레이드 복합 장애물경기  | 이창훈, 이상인, 장호일, 조장혁, 박형준, 김진                | 여군특공대팀: 박정화(중위), 곽오숙(중사), 김효정(하사), 김원희(하사), 김경민(하사), 오정아(하사)                               | 드림팀 승리                |                   |
|      | 10월 8일  | 수중 밀어내기               | 이만기, 강호동, 이승삼, 장지영, 박광덕                      | 오키나와 스모팀: 기시토미 쇼지, 아라카키 츠토무, 야마가와 나오야, 히가 요헤이, 카미무라 모리히토                               | 드림팀 승리                | 천하장사 드림팀   |
|      | 10월 15일 | 업그레이드 영광의 탈출      | 이상인, 이휘재, 김진, 홍경민, 조성모                        | 올림픽 메달리스트팀: 심권호(레슬링), 오교문(양궁), 김영호(펜싱), 신준식(태권도), 이주형(체조)[36], 김경훈(태권도)(경기 미참여) | 올림픽 메달리스트팀 승리   |                   |
|      | 10월 22일 | 한일전 서바이벌 승부차기    | 홍서범, 지석진, 김종석, 이상인, 조성모, 김승현              | 오키나와 축구 대표팀: 오오시로 미노루, 나시로 요시미츠, 나시로 카즈유키, 나카무라 토모노리, 나카마 카즈토시, 나카모토 카츠토시 | 드림팀 승리                |                   |
|      | 10월 29일 | 2002 슈퍼 월드컵            | 박영규, 이상인, 김진, 홍경민, 조성모                        | 연세대학교 축구팀: 서기복, 송종국, 김한석, 김현제, 김창오                                                                      | 연세대학교 축구팀 승리     |                   |
|      | 11월 5일  | 매트릭스 달리기             | 박준형, 윤계상, 데니 안, 손호영, 김태우                     | 여경 기동대팀: 양순천, 이은옥, 이경란, 임명희, 최은경                                                                          | 드림팀 승리                |                   |
|      | 11월 12일 | 바람개비 달리기             | 박영규, 이상인, 김영철, 박광현, 김승현                      | 대원과학대 줄넘기팀: 김명규, 박호경, 최민수, 유중균, 이승구                                                                    | 대원과학대 줄넘기팀 승리   |                   |
|      | 11월 19일 | 런어웨이                    | 컨츄리꼬꼬, 임창정, 유승준, 고수                            | 프로 레스러팀: 이왕표(경기 미참여), 안재홍, 한대호, 노지심, 홍상진, 김도유                                                     | 드림팀 승리                |                   |
|      | 11월 26일 | 김일병 구하기               | 이상인, 고수, 유승준, god(박준형), 박광현                   | 보디가드팀: 김기영, 정재광, 선민규, 이명우, 고광일                                                                             | 드림팀 승리                |                   |
|      | 12월 3일  | 매트릭스 달리기             | 임백천, 김종석, 이상인, 임창정, 유승준                      | 현대 유니콘스팀: 김수경, 박종호, 심재학, 조웅천, 임선동                                                                        | 현대 유니콘스팀 승리       |                   |
|      | 12월 10일 | 스노우맨 세단뛰기           | 박영규, 김진, 임창정, 컨츄리꼬꼬(탁재훈), god(윤계상, 데니) | 댄싱히어로팀: 한우용(댄스스포츠), 서동철(재즈댄스), 이형근(탈춤), 이영철(발레), 김성연(스포츠 에어로빅)                        | 댄싱히어로팀 승리          |                   |
|      | 12월 17일 | 월드컵을 잡아라             | 정원관, 이상인, 유승준, 임창정, Y2K(코지)                   | 포항 스틸러스 축구팀: 정재권, 박태하, 김기남, 조정현, 하용우                                                                   | 무승부                     |                   |
|      | 12월 24일 | 스노우 인디아나             | 임창정, 조성모, 신화(김동완, 앤디, 신혜성, 김동완), 정원관  | 연세대 야구팀: 심진섭, 이현곤, 신명철, 채상병, 조용준                                                                          | 무승부                     |                   |
|      | 12월 31일 | 독수리 오형제               | 홍서범, 유승준, 임창정, 이상인, 고수                        | 스포츠 올스타팀: 장재근(육상), 정수근(야구), 여홍철(체조), 심권호(레슬링), 모지수(쇼트트랙)                                    | 드림팀 승리                |                   |

## 참고 사항
1999년부터 2002년까지 높은 시청률로 인기를 끌었으나, 2003년에 들어서면서 시청률이 점차 하락하였고, 같은 해 6월에 종영하였다.

## 같이 보기
- 출발 드림팀 2